# Dick Decloe
Dick Decloe (* 20. Mai 1953 in Toronto, Ontario) ist ein ehemaliger kanadisch-niederländischer Eishockeyspieler und -trainer.

## Karriere
Dick Decloe begann seine Karriere als Eishockeyspieler in der Saison 1970/71 bei den London Knights in der kanadischen Juniorenliga Ontario Hockey Association. Nach einem Wechsel an die Boston University spielte er in der Universitätsmannschaft unter anderem gemeinsam mit Vic Stanfield. 1972 kehrte er in die OHA zurück und spielte dort gemeinsam mit Mark Howe für die Toronto Marlboros.
Nach einem Jahr beim IJHC Den Haag in der niederländischen Eredivisie wechselte er zur Saison 1974/75 nach Deutschland zum Krefelder EV und wurde auf Anhieb zum Topscorer und bester Torschütze der Liga. Auch in den folgenden drei Jahren war er als Spieler Krefelds bester Torschütze der Bundesliga und in der Saison 1976/77, in der er mit Krefeld Vizemeister wurde, erneut Topscorer. Zur Saison 1978/79 wechselte er zum Kölner EC, mit dem er auf Anhieb den deutschen Meistertitel gewann. Im Anschluss an diesen Erfolg unterschrieb er einen Vertrag bei Kölns Erzrivalen, der Düsseldorfer EG, in deren Diensten er 1981 beim Erreichen der Vizemeisterschaft Topscorer der Hauptrunde und der Playoffs wurde. 1982 zog es ihn in die Schweiz zum SC Bern, bei dem er seine Karriere 1986 beendete. In den 1990er Jahren war er in der Schweiz unter anderem für den EHC Biel als Cheftrainer tätig.

### International
Für die Niederlande nahm Decloe an den Olympischen Winterspielen 1980 in Lake Placid teil. Er belegte mit seiner Mannschaft den neunten Platz.

## Erfolge und Auszeichnungen
| - 1975 Topscorer der Eishockey-Bundesliga - 1975 Bester Torschütze der Eishockey-Bundesliga - 1976 Bester Torschütze der Eishockey-Bundesliga - 1977 Deutscher Vizemeister mit dem Krefelder EV - 1977 Topscorer der Eishockey-Bundesliga - 1977 Bester Torschütze der Eishockey-Bundesliga | - 1977 All-Star Team der Eishockey-Bundesliga - 1978 Bester Torschütze der Eishockey-Bundesliga - 1979 Deutscher Meister mit den Kölner Haien - 1981 Deutscher Vizemeister mit der Düsseldorfer EG - 1981 Topscorer der Eishockey-Bundesliga - 1981 Playoff-Topscorer Eishockey-Bundesliga |